# Gazprombank
Gazprombank (en russe : Газпромбанк) est une banque privée russe contrôlée en totalité par l'entreprise Gazprom. Elle est la troisième plus grande banque du pays en termes d'actifs sous gestion. La banque GPB (JSC) a 12 succursales et 5 bureaux de représentation dans 12 régions de la Russie et 5 pays à l'étranger.
Les principaux domaines d'activité de la banque sont la banque d'entreprise, la banque de détail, la banque d'investissement et les services de dépôt. Ses activités bancaires comprennent également le négoce de titres, les opérations de change, les opérations sur métaux précieux, les opérations de compensation et les services de règlement.
Elle dispose d'un réseau de 43 agences et de plus de 260 distributeurs de billets répartis dans toute la Russie. 
La banque détient également des participations dans trois autres banques russes. En outre, Gazprombank est représentée sur les marchés biélorusse et suisse par le biais de participations dans deux banques étrangères : Belgazprombank (Biélorussie) et Gazprombank (Suisse) SA. En septembre 2022, Gazprombank met fin à ses activités en Suisse, en raison du contexte de l'invasion de l'Ukraine par la Russie en 2022 et aux sanctions associées.
Gazprombank possède également des bureaux de représentation en Mongolie, en Chine et en Inde.